# Lakeba
Lakeba je ostrov fidžijského jižního souostroví Lau. Má rozlohu 58,9 km² a maximální výšku 219 m. Celkem má 32 km pobřeží. Ostrov, desátý největší na Fidži, je vulkanického a korálového původu. Je charakteristický 76 m vysokými útesy. Ostrov je úrodný a je na něm dostatek sladké vody. Obývá ho 2100 obyvatel v osmi vesnicích z nichž nejdůležitější je Tubou. Ostrov obepíná 29 km dlouhá silnice.

## Poloha a charakter území
Přibližně 9 km dlouhý a 8 km široký ostrov má tvar oválu. Severní a severozápadní pobřeží je lemováno korálovými vápencovými útesy a jeskyněmi poblíž vesnice Nasaqalau. Díky programu znovuzalesnění Lakeby jsou dříve holé vrcholky porostlé borovicemi.
Vesnice Nasaqalau je známa několika jeskyněmi, nejznámější Oso Nabukete, také známá jako Pregnant Women's Cave (Jeskyně těhotné ženy). Podle legendy žena, snažící zatajit své těhotenství, nemohla uniknout z těsného vchodu jeskyně. Podle jiné legendy byla jeskyně Qara Bulu použita jako vězení při kmenové válce. Třetí jeskyně, Koro ni Vono, byla jednou použita jako izolace pro nemocné tuberkulózou, kteří tam byli odneseni zemřít. Další pozoruhodnou jeskyní je Tubou.

## Kultura
Lakeba je znám jako náčelnický ostrov. Je domácím ostrovem náčelnického klanu Vuanirewa který sídlí v Tubou. Náčelník tohoto klanu užíval titul Tui Nayau a byl vrchním náčelníkem souostroví Lau. Posledním Tui Nayau byl Ratu Sir Kamisese Mara (1920–2004), fidžijský premiér a prezident, nejdéle působící fidžijský politik (více než 30 let).
Lakeba leží na historickém pomezí mezi Fidži a Tongou. Tonžský vliv je patrný z mnoha ohledů. Lakebská architektura používá spíše kulatých tvarů domů nežli, na Fidži jinak běžně používaných, tvarů čtyřhranných. Lakebský dialekt má rovněž poukazuje na značný tonžský vliv. Tonžská hymna je oblíbená při polotu (večerní bohoslužbě), tonžský styl oblékání je patrný z proužků ovázaných kolem pasu při společenských slavnostech. Tonžské lidové tance lakalaka jsou také velmi oblíbené.
Obyvatelé Nasaqalau jsou proslulí schopností jednoho z jejich klanu přivolávat z moře žraloky. Klan pochází z vesnice Wainikeli z ostrova Taveuni.

## Ekonomika
Nejvýznamnější činností je produkce kopry. Jsou zde kokosové mlýny, 4 km od Tubou. Turistika má menší význam nežli na ostatních Fidžijských ostrovech.

## Historie
Archeologické výzkumy v 90. letech 20. století objevily masivní pevnosti postavené před tisíci lety. Byly dost velké pro 2500 lidí (více než dnešní populace). Věří se že pevnosti byly postaveny na obranu před tonžskými nájezdníky.

## Zajímavosti
Enele Ma'afu, tonžsko-fidžijský válečník, který dobyl většinu fidžijského území v 19. století, je pohřben ve vesnici Tubou, stejně tak jako Ratu Sir Lala Sukuna (1888–1958) první novodobý fidžijský státník a Ratu Sir Kamisese Kapaiwai Tuimacilai Mara (1920–2004), fidžijský první premiér a druhý prezident.